# An Alabaster Box
Pour plus de détails, voir Fiche technique et Distribution.
An Alabaster Box est un film muet américain réalisé par Chester Withey et sorti en 1917.

## Synopsis
Lydia Bolton n'est qu'une enfant lorsque des difficultés financières s'abattent sur son père. Ses proches ne le soutiennent pas et il va droit dans le mur. Andrew Bolton fini par aller en prison comme un vulgaire escroc, maudit par tout le monde. Lydia est alors prise en charge par un oncle dans son ancienne maison, le manoir de Bolton, laissé à l'abandon. Des années plus tard, Lydia Bolton revient mais sous une autre identité car le nom de son père est encore synonyme de haine. Lors de la quête dans une église, elle donne beaucoup d'argent mais sa générosité n'est récompensée que par des remarques désobligeantes.
Elle habite la même pension que le jeune ministre du culte et les ragots vont bientôt bon train sur ce supposé scandale. Lydia rachète ensuite l'ancien manoir de Bolton, sa maison d'enfance et propose d'acheter à des prix déraisonnablement élevés tous les meubles anciens de la ville. S'ensuit une véritable ruée pour obtenir tout l'argent de la fille, mais quelques honnêtes gens cherchent à la protéger et aussitôt la ville est divisée en deux camps hostiles. Un politicien a une fille, qui elle, est jalouse de Lydia, ce qui ajoute à la complexité des ennuis de cette dernière. 
Au milieu de tout cela, la peine de prison d'Andrew Bolton touche à sa fin et il revient en ville. Lydia et quelques amis fidèles cherchent à cacher son identité, au moins pour un temps, mais le vieil homme, devenu complétement sénile, leur échappe et se rend dans un magasin où il se proclame comme étant Andrew Bolton père de Lydia. Désormais au courant de la vérité, toute la haine refoulée contre lui par la populace est maintenant retournée contre sa fille. Les citadins totalement aveugles à tout ce qu'elle a fait pour eux ainsi que pour la ville, se précipitent vers la vieille maison de Bolton pour la détruire et lyncher Bolton. Le vieil homme, aidé par quelques amis, s'efforce de protéger sa fille mais finit par mourir durant l'assaut. Sa mort calme les esprits de la foule qui se disperse enfin et les ennemis de Lydia viennent la voir pour lui demander pardon.

## Fiche technique
- Titre : An Alabaster Box
- Réalisation : Chester Withey
- Scénario : Mary Eleanor Freeman, Florence Morse Kingsley, A. Van Buren Powell
- Photographie :
- Montage : Viola Lawrence
- Producteur :
- Société de production : Vitagraph Company of America
- Société de distribution : Greater Vitagraph
- Pays d'origine :  États-Unis
- Langue : film muet avec les intertitres en anglais
- Format : Noir et blanc — 35 mm — 1,33:1 — Muet
- Genre : Film dramatique
- Durée :
- Dates de sortie : 
  -  États-Unis : 10 septembre 1917

## Distribution
- Alice Joyce : Lydia Bolton / Lydia Orr
- Marc McDermott : Andrew Bolton
- Harry Ham : Jim Dodge
- Aida Horton : Lydia enfant
- Patsy De Forest : Fanny Dodge
- Frank Hall Crane : Wesley Elliott